# بخش لبیاژیفسکی
بخش لبیاژیفسکی (به لاتین: Lebyazhyevsky District) یک منطقهٔ مسکونی در روسیه است که در استان کورگان واقع شده‌است.